# Миза Алатсківі
Миза (замок) Алатсківі (ест. Alatskivi loss, нім. Allatzkiwwi) — архітектурна пам’ятка в Естонії в неоготичному стилі.

## Історія
Вперше згадана 1601.
1628 подарована шведським королем Густафом II Адольфом його секретарю Йогану Аллеру Сальвіусу, з рук якого миза 1642 перейшла у володіння Ганса Детерманна Кронманна.
1753 р. мизу було придбано Отто Гейнрихом Штакельбергом, а в 1870 вона перейшла як посаг дворянського роду фон Нолькенів. Вони й збудували замок (1880–1885), який зберігся по нині. Замок, збудований в Алатсківі, в основних елементах копіює замок Балморал, а проект його було створено самим Арведом фон Нолькеном.

## Характеристика
Представницький шляхетський будинок — великий розчленований замок в шотландському неоготичному стилі. Арведом фон Нолькеном повернувся з мандрівки Шотландією, натхнений її архітектурою, особливо королівським замком Балморал.
Права частина будинку двоповерхова, а ліва — одноповерхова. Перед головним входом розташований балкон з колонами та зубчастими башточками, а в правому кутку — восьмикутна башта. У лівому кутку фасаду та правому задньому кутках знаходяться округлі башти з гостроверхим дахом. У вестибюлі, що на англійський манір, проходить через два поверхи, є каміни та балкон в англійському стилі.
Замок оточує чудовий парк, який терасами сходить донизу позад будинку. Збереглися також химерна надбрамна вежа з червоної цегли.
Будинок мизи, експропрійований 1919, використовувався як школа, прикордонна застава. У часи радянської окупації — радгоспний центр.

## Сучасний стан
Зараз замок належить громаді повіту, його планується відреставрувати і створити музей естонського поета Югана Лійва.